# Robert B. McAfee

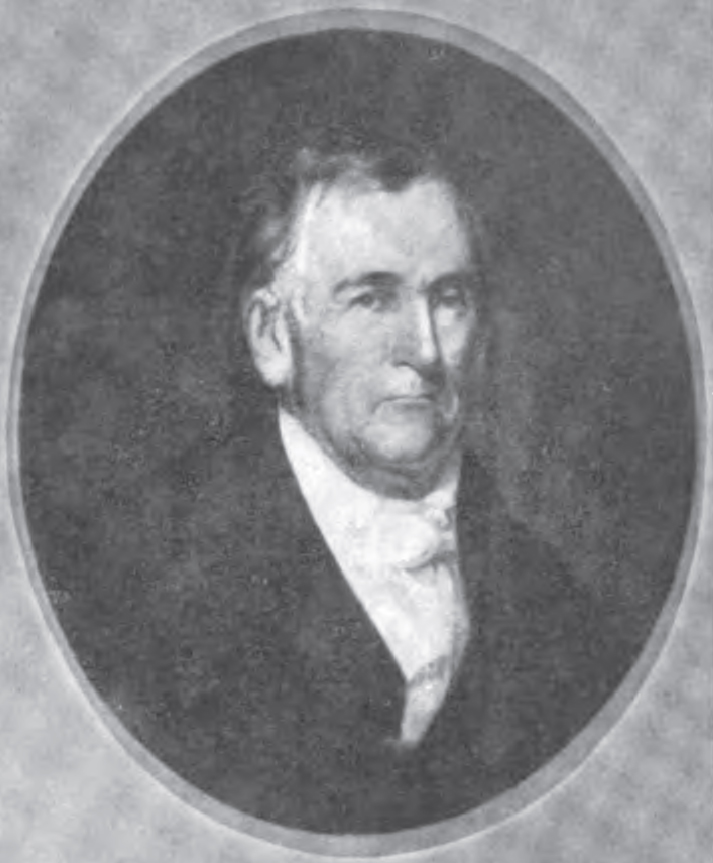
Robert B. McAfee

Robert Breckinridge McAfee (* 18. Februar 1784 im Mercer County, Virginia; † 12. März 1849 ebenda) war ein US-amerikanischer Politiker. Zwischen 1824 und 1828 war er Vizegouverneur des Bundesstaates Kentucky.

## Werdegang
Robert McAfee wurde im heutigen Kentucky geboren. Nach dem Tod seiner Eltern im Jahr 1795 wurde der spätere US-Justizminister John Breckinridge einer von zwei Erziehungsberechtigten des Jungen. Zwischen 1795 und 1797 absolvierte er die Transylvania University. Nach einem anschließenden Jurastudium und seiner 1801 erfolgten Zulassung als Rechtsanwalt begann er im Franklin County in diesem Beruf zu arbeiten. Politisch schloss er sich der von Thomas Jefferson gegründeten Demokratisch-Republikanischen Partei an. Zwischen 1800 und 1812 saß er im Repräsentantenhaus von Kentucky. Dann nahm er am Britisch-Amerikanischen Krieg von 1812 teil. Dabei stieg er bis zum General (nach anderen Angaben bis zum Hauptmann) auf. Zwischen 1819 und 1821 war er erneut Abgeordneter im Staatsparlament. Dann wurde er in den Senat von Kentucky gewählt, wo er bis 1824 verblieb.
1824 wurde McAfee an der Seite von Joseph Desha zum Vizegouverneur von Kentucky gewählt. Dieses Amt bekleidete er zwischen 1824 und 1828. Dabei war er Stellvertreter des Gouverneurs und Vorsitzender des Staatssenats. Danach kehrte er in die Staatslegislative zurück. Inzwischen hatte er sich der Bewegung um den späteren US-Präsidenten Andrew Jackson angeschlossen. Er wurde Mitglied der von diesem 1828 gegründeten Demokratischen Partei. Im Mai 1832 nahm er als Delegierter an der Democratic National Convention in Baltimore teil, auf der Präsident Jackson zur Wiederwahl nominiert wurde. Jackson ernannte ihn 1833 zum amerikanischen Gesandten in Neugranada. Dieses Amt bekleidete er bis 1837. Im Jahr 1841 wurde er erneut in den Senat von Kentucky gewählt. Ein Jahr später wurde er Mitglied und Vorsitzender des Board of Visitors an der United States Military Academy in West Point. 1845 zog er sich aus dem politischen Leben zurück und praktizierte als privater Rechtsanwalt.
Robert McAfee war unter anderem Mitglied der Kentucky Historical Society. Außerdem verfasste er eine Abhandlung über den Krieg von 1812. Er war seit Oktober 1807 mit Mary Cardwell verheiratet und starb am 12. März 1849.